# 공포의 물고기
《공포의 물고기》(일본어: ギョ, 교, 전체 제목: 일본어: ギョ うごめく不気味)는 이토 준지가 그린 호러 청년 만화이다. 주간 만화 잡지 빅 코믹 스피리츠에서 2001년부터 2002년까지 연재되었다. 쇼가쿠칸은 이 챕터들을 2002년 2월부터 2002년 5월까지 2권의 단행본으로 합쳤다. 스토리의 배경은 타다시와 카오리라는 커플에서 비롯되며 이 둘은 악취로 힘을 얻는 금속 다리가 달린 죽지 않는 물고기 무리에 대항하여 생존을 위해 싸운다.
비즈 미디어는 2003년 9월부터 2004년 3월까지 북아메리카에 2권의 영어 번역본을 출판하였으며 2007년 10월부터 2008년 1월까지 재출시했다. 2012년 2월 15일 유포테이블을 통해 애니메이션으로도 만들어져 출시되었다. (히라오 다카유키 감독) 또, 이 애니메이션은 2012년 제16회 부천국제판타스틱영화제의 애니 판타에 출품되어 상영되었다.

## 미디어

### 만화
- 일본
  - 《ギョ1》 (소학관, 2002년 2월 28일) ISBN 4-09-186081-8
  - 《ギョ2》 (소학관, 2002년 5월 30일) ISBN 4-09-186082-6

- 대한민국
  - 《공포의 물고기 1》 (서울문화사, 2002년 9월 20일) ISBN 978-89-532-2160-4
  - 《공포의 물고기 2》 (서울문화사, 2002년 10월 10일) ISBN 978-89-532-3472-7